# Roberto Cozzi (calciatore)
Roberto Cozzi (Milano, 1893 – 18 febbraio 1964) è stato un calciatore italiano, di ruolo centrocampista.

## Carriera
Nella stagione 1919-1920 ha giocato 11 partite in massima serie con l'Atalanta.